# Modern Life Is Rubbish
Modern Life Is Rubbish (с англ. — «Современная жизнь — отстой») — второй студийный альбом английской альтернативной рок-группы Blur, выпущенный 10 мая 1993 года.

## Об альбоме
Несмотря на то, что выход дебютного альбома Leisure (1991) был коммерчески успешным, вскоре после его выпуска группа столкнулась с негативной реакцией СМИ и с потерей интереса публики. После возвращения из неудачного тура по Соединенным Штатам не самые удачные живые выступления и возрастающая известность конкурирующей группы Suede негативно сказались на популярности Blur в Великобритании.
Из-за угрозы потерять контракт с лейблом Food Records для нового альбома группе пришлось немного изменить стиль. На музыку повлияли традиционные британские популярные гитарные группы, такие как The Kinks и The Small Faces, звук стал мелодичным и «пышным» благодаря использованию духовых инструментов и бэк-вокала. По мнению Дэвида Кэвэнэгура, в текстах из Modern Life Is Rubbish Албарн «использует острый юмор Рэя Дэвиса, чтобы исследовать мечты, традиции и предубеждения пригородной Англии».
Modern Life Is Rubbish имел умеренный успех в Британии; альбом достиг 15 строчки, в то время как синглы с него попали в топ-30. В целом альбом был положительно встречен британскими музыкальными критиками. Modern Life Is Rubbish — предшественник альбома Parklife, благодаря которому Blur стали одними из лидеров движения брит-поп.
Название альбома было придумано благодаря маленькому граффити, который музыканты Blur увидели на стене в западной части Лондона, возле Marble Arch. Среди других возможных названий альбома рассматривались «British Image 1» и «England vs. America».

## Список композиций
Все тексты написаны Деймоном Албарном. Музыка — Деймон Албарн/Грэм Коксон/Алекс Джеймс/Дейв Раунтри
1. «For Tomorrow» — 4:18
2. «Advert» — 3:43
3. «Colin Zeal» — 3:14
4. «Pressure on Julian» — 3:30
5. «Star Shaped» — 3:25
6. «Blue Jeans» — 3:53
7. «Chemical World» — 4:02
«Intermission» — 2:27
8. «Sunday Sunday» — 2:36
9. «Oily Water» — 4:59
10. «Miss America» — 5:34
11. «Villa Rosie» — 3:54
12. «Coping» — 3:23
13. «Turn It Up» — 3:21
14. «Resigned» — 5:13
«Commercial Break» — 0:56

## В записи альбома принимали участие
- Дэймон Албарн — вокал, пианино, клавишные
- Грэм Коксон — гитара, бэк-вокал
- Алекс Джеймс — бас-гитара
- Дэйв Раунтри — ударные
- Стивен Стрит — продюсер всех треков (кроме «Sunday Sunday» и «Villa Rosie»)
- Стивен Ловелл — продюсер («Sunday Sunday» и «Villa Rosie»)
- Джон Смит — сопродюсер («Intermission», «Commercial Break», «Miss America», «Resigned»)
- Blur — продюсеры («Oily Water»), сопродюсеры («Intermission», «Commercial Break», «Miss America», «Resigned»)